# Woodbinesuchus
Woodbinesuchus (krokodil van de Woodbineformatie) is een geslacht van uitgestorven goniopholidide Mesoeucrocodylia.
Fossielen werden gevonden in de Woodbineformatie in Texas, een formatie die naar het Laat-Krijt wordt gedateerd. Crocodyliforme fossielen komen geregeld voor in die formatie. Het holotype (SMU 74626) kwam uit Tarrant County. Het werd in mei 1990 gevonden door J. Byers en J. Maurice. Het bestaat uit een onderkaak en andere delen zoals: wervels, ledematen, schouders, heupbotten en een benig pantser. De onderkaak was verlengd en smal. De twee helften waren samengesmolten ter hoogte van de zestiende tand. Het geslacht werd in 1997 beschreven door Yuong–Nam Lee. De soortaanduiding werd 'byersmauricei' om de ontdekkers te eren.

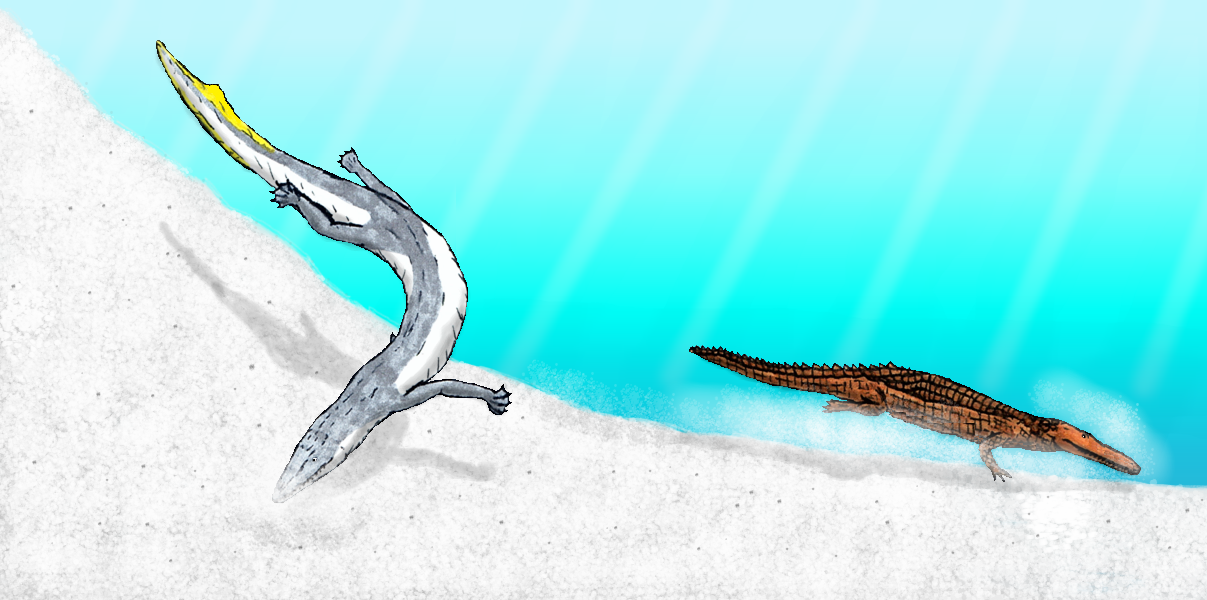
Woodbinesuchus (rechts) naast de mosasauriër Dallasaurus